# The Inspiration
Albums de Young Jeezy
Let's Get It: Thug Motivation 101
(2005) The Recession
(2008)
Singles
1. I Luv It
Sortie : Novembre 2006
2. Go Getta
Sortie : 21 janvier 2007
3. Dreamin'
Sortie : 6 avril 2007

The Inspiration ou The Inspiration: Thug Motivation 102 est le deuxième album studio de Young Jeezy, sorti le 12 décembre 2006.
Young Jeezy a déclaré avoir enregistré 120 titres pour cet opus mais n'avoir choisi que les seize qu'il considérait les meilleurs. Les morceaux J.E.E.Z.Y. et Bury Me a G (sous le titre Child of God) apparaissent également dans la mixtape I Am the Street Dream!.
L'album, qui s'est classé 1er au Billboard 200 et au Top R&B/Hip-Hop Albums, a été certifié disque de platine par la Recording Industry Association of America (RIAA) le 23 janvier 2007.

## Liste des titres
| No  | Titre                                                                          | Contient un (des) sample(s) de                              | Durée |
| --- | ------------------------------------------------------------------------------ | ----------------------------------------------------------- | ----- |
| 1.  | Hypnotize (Intro) (Produit par Shawty Redd)                                    |                                                             | 3:41  |
| 2.  | Still on It (Produit par Midnight Black et DJ Nasty & LVM)                     |                                                             | 3:46  |
| 3.  | U Know What It Is (Produit par Shawty Redd)                                    | Dragonball Z (Pikkon's Theme) de Bruce Faulconer            | 3:44  |
| 4.  | J.E.E.Z.Y. (Produit par Shawty Redd)                                           |                                                             | 3:49  |
| 5.  | I Luv It (Produit par DJ Toomp)                                                |                                                             | 4:00  |
| 6.  | Go Getta (featuring R. Kelly – Produit par The Runners)                        |                                                             | 3:49  |
| 7.  | 3 A.M. (featuring Timbaland – Produit par Timbaland)                           |                                                             | 3:56  |
| 8.  | The Realist (Produit par Drumma Boy)                                           |                                                             | 4:09  |
| 9.  | Streets on Lock (Produit par Cool & Dre)                                       | Out of Touch d'Hall & Oates                                 | 3:34  |
| 10. | Bury Me a G (Produit par J.U.S.T.I.C.E. League)                                | A Child of God (It's Hard to Believe) de Millie Jackson     | 4:43  |
| 11. | Dreamin' (featuring Keyshia Cole – Produit par The Runners)                    | Dreaming de Bill Summers & Summers Heat                     | 4:49  |
| 12. | What You Talkin' Bout (Produit par Mr. Collipark)                              | Close the Door de Teddy Pendergrass                         | 3:48  |
| 13. | Keep It Gangsta (featuring Slick Pulla et Blood Raw – Produit par Key Pusherz) |                                                             | 4:36  |
| 14. | Mr. 17.5 (Produit par Don Cannon)                                              | Give Me Just Another Day des Miracles                       | 3:30  |
| 15. | I Got Money (featuring T.I. – Produit par DJ Toomp)                            | The Phantom of the Opera de Sarah Brightman et Steve Harley | 3:59  |
| 16. | The Inspiration (Follow Me) (Produit par Anthony Dent)                         | Muscles de Diana Ross                                       | 4:25  |

| 17. | I Do This (Produit par DJ Speedy)                                                  | 4:13 |
| 18. | Hood Rat (featuring Three 6 Mafia et Project Pat – Produit par DJ Paul et Juicy J) | 4:27 |

| 19. | National Anthem (Produit par CHOPS) | 4:04 |